# Regering-Cazeneuve
De regering-Cazeneuve (Frans: gouvernement Cazeneuve) was de negenendertigste regering van Frankrijk. Deze regering trad aan nadat premier Manuel Valls op 6 december 2016 het ontslag van zijn regering had aangeboden aan president Hollande. Dit gebeurde naar aanleiding van de wens van Valls om mee te doen aan de presidentsverkiezingen van 2017. De regering-Cazeneuve stond onder leiding van premier Bernard Cazeneuve, die eerder minister van Binnenlandse Zaken was.
Naar aanleiding van de verkiezing van Emmanuel Macron tot president van Frankrijk bood Cazeneuve op 10 mei 2017 het ontslag van zijn regering aan. Op 14 mei 2017 werd zij opgevolgd door de regering-Philippe I.

## Samenstelling
De regering-Cazeneuve bestond op het moment van benoeming uit de minister-president (Premier ministre), zeventien ministers met portefeuille (Ministre) en twintig staatssecretarissen (Secrétaire d'État). De samenstelling kwam grotendeels overeen met die van de regering-Valls II en was per 6 december 2016 als volgt.
| Ambtsbekleder                 | Ambtsbekleder      | Ambtsbekleder                 | Ministerie of portefeuille                 | Ambtstermijn     | Ambtstermijn  | Partij |
| ----------------------------- | ------------------ | ----------------------------- | ------------------------------------------ | ---------------- | ------------- | ------ |
|                               | Bernard Cazeneuve  | Bernard Cazeneuve (1963)      | Premier                                    | 6 december 2016  | 14 mei 2017   | PS     |
|                               |                    | Bruno Le Roux (1965)          | Binnenlandse Zaken                         | 6 december 2016  | 21 maart 2017 | PS     |
|                               | Matthias Fekl      | Matthias Fekl (1977)          | Binnenlandse Zaken                         | 21 maart 2017    | 15 mei 2017   | PS     |
|                               | Jean-Marc Ayrault  | Jean-Marc Ayrault (1950)      | Buitenlandse Zaken                         | 11 februari 2016 | 14 mei 2017   | PS     |
|                               |                    | Michel Sapin (1952)           | Financiën                                  | 31 maart 2014    | 14 mei 2017   | PS     |
| Begrotingszaken               |                    | Michel Sapin (1952)           |                                            | 31 maart 2014    | 14 mei 2017   | PS     |
| Economische Zaken             | 30 augustus 2016   | Michel Sapin (1952)           |                                            |                  | 14 mei 2017   | PS     |
|                               | Jean-Yves Le Drian | Jean-Yves Le Drian (1947)     | Defensie                                   | 15 mei 2012      | 14 mei 2017   | PS     |
|                               |                    | Jean-Jacques Urvoas (1959)    | Justitie                                   | 26 januari 2016  | 14 mei 2017   | PS     |
|                               |                    | Marisol Touraine (1959)       | Volksgezondheid                            | 15 mei 2012      | 14 mei 2017   | PS     |
| Sociale Zaken                 |                    | Marisol Touraine (1959)       |                                            | 15 mei 2012      | 14 mei 2017   | PS     |
|                               |                    | Myriam El Khomri (1978)       | Arbeid en Werkgelegenheid                  | 1 september 2015 | 14 mei 2017   | PS     |
|                               |                    | Najat Vallaud-Belkacem (1977) | Onderwijs                                  | 26 augustus 2014 | 14 mei 2017   | PS     |
| Hoger Onderwijs en Wetenschap |                    | Najat Vallaud-Belkacem (1977) |                                            | 26 augustus 2014 | 14 mei 2017   | PS     |
|                               | Emmanuelle Cosse   | Emmanuelle Cosse (1974)       | Huisvesting                                | 11 februari 2016 | 14 mei 2017   | EELV   |
| Duurzame Woningbouw           | Emmanuelle Cosse   | Emmanuelle Cosse (1974)       |                                            | 11 februari 2016 | 14 mei 2017   | EELV   |
|                               | Jean-Michel Baylet | Jean-Michel Baylet (1946)     | Ruimtelijke Ordening                       | 11 februari 2016 | 14 mei 2017   | PRG    |
| Lokale Zaken                  | Jean-Michel Baylet | Jean-Michel Baylet (1946)     |                                            | 11 februari 2016 | 14 mei 2017   | PRG    |
|                               |                    | Stéphane Le Foll (1960)       | Landbouw en Agrarische Zaken               | 15 mei 2012      | 14 mei 2017   | PS     |
|                               |                    | Ségolène Royal (1953)         | Ecologie, Duurzame Ontwikkeling en Energie | 31 maart 2014    | 14 mei 2017   | PS     |
| Maritieme Zaken               |                    | Ségolène Royal (1953)         |                                            | 31 maart 2014    | 14 mei 2017   | PS     |
|                               |                    | Annick Girardin (1964)        | Publieke Diensten                          | 11 februari 2016 | 14 mei 2017   | PRG    |
| Bestuurlijke Vernieuwing      |                    | Annick Girardin (1964)        |                                            | 11 februari 2016 | 14 mei 2017   | PRG    |
|                               | Ericka Bareigts    | Ericka Bareigts (1967)        | Overzeese Gebiedsdelen                     | 30 augustus 2016 | 14 mei 2017   | PS     |
|                               | Audrey Azoulay     | Audrey Azoulay (1972)         | Cultuur en Communicatie                    | 11 februari 2016 | 14 mei 2017   | PS     |
|                               |                    | Patrick Kanner (1957)         | Jeugd en Sport                             | 26 augustus 2014 | 14 mei 2017   | PS     |
| Stedelijke Ontwikkeling       |                    | Patrick Kanner (1957)         |                                            | 26 augustus 2014 | 14 mei 2017   | PS     |
|                               | Laurence Rossignol | Laurence Rossignol (1957)     | Gezin                                      | 11 februari 2016 | 14 mei 2017   | PS     |
| Emancipatie en Gelijkheid     | Laurence Rossignol | Laurence Rossignol (1957)     |                                            | 11 februari 2016 | 14 mei 2017   | PS     |

### Staatssecretarissen
|  | Portret              | Naam                 | Portefeuille                                                               | Partij |
|  | -------------------- | -------------------- | -------------------------------------------------------------------------- | ------ |
|  | André Vallini        | André Vallini        | Parlementaire betrekkingen                                                 | PS     |
|  | Jean-Vincent Placé   | Jean-Vincent Placé   | Staatshervorming en vereenvoudiging                                        | EELV   |
|  | Juliette Méadel      | Juliette Méadel      | Slachtofferhulp                                                            | PS     |
|  | Harlem Désir         | Harlem Désir         | Europese zaken                                                             | PS     |
|  | Matthias Fekl        | Matthias Fekl        | Buitenlandse handel, bevordering van toerisme en Fransen in het buitenland | PS     |
|  | Jean-Marie Le Guen   | Jean-Marie Le Guen   | Ontwikkeling en francofonie                                                | PS     |
|  | Alain Vidalies       | Alain Vidalies       | Transport, de zee en visserij                                              | PS     |
|  | Barbara Pompili      | Barbara Pompili      | Biodiversiteit                                                             | EELV   |
|  | Thierry Mandon       | Thierry Mandon       | Hoger onderwijs en onderzoek                                               | PS     |
|  | Christian Eckert     | Christian Eckert     | Begroting en overheidsfinanciën                                            | PS     |
|  | Martine Pinville     | Martine Pinville     | Handel, nijverheid, consumptie en sociale economie                         | PS     |
|  | Axelle Lemaire       | Axelle Lemaire       | Digitale economie en innovatie                                             | PS     |
|  | Christophe Sirugue   | Christophe Sirugue   | Industrie                                                                  | PS     |
|  | Ségolène Neuville    | Ségolène Neuville    | Invaliden en de strijd tegen uitsluiting                                   | PS     |
|  | Pascale Boistard     | Pascale Boistard     | Ouderen en autonomie                                                       | PS     |
|  | Jean-Marc Todeschini | Jean-Marc Todeschini | Veteranen en herdenking                                                    | PS     |
|  | Clotilde Valter      | Clotilde Valter      | Beroepsopleiding en leren                                                  | PS     |
|  |                      | Estelle Grelier      | Lokale overheden                                                           | PS     |
|  | Hélène Geoffroy      | Hélène Geoffroy      | Stadspolitiek                                                              | PS     |
|  | Thierry Braillard    | Thierry Braillard    | Sport                                                                      | PRG    |